# Конрад фон Папенхайм (рицар)
Конрад фон Папенхайм (на немски: Conrad von Papenheim, Ritter; † сл. 1317) е рицар от фамилията „Рабе фон Папенхайм“ при Варбург в Източна Вестфалия.
Той е третият син на рицар Рабе фон Папенхайм († сл. 1266) и съпругата му Кунигунда фон Амелунксен († сл. 1268), дъщеря на рицар Херболд II фон Амелунксен († сл. 1245). Брат е на рицарите Херболд фон Папенхайм († сл. 1254), Рабанус фон Папенхайм († сл. 1306) и Рабе фон Папенхайм († сл. 1295).
„Рабе“ на български означава гарван. Родът Рабе фон Папенхайм не трябва да се бърка с франкските имперските наследствени маршали фон Папенхайм, с които не са роднини. От края на 12 век господарите Рабе фон Папенхайм стават наследствени трушсес на манастир Корвей. Линиите „цу Либенау и Щамен“ съществуват и днес като стар хесенски рицарски род.

## Фамилия
Конрад фон Папенхайм се жени за Аделхайд фон Далвигк († 1282). Те имат пет деца:
- Кунигунда фон Папенхайм († сл. 1290), омъжена за Йохан фон Бусе († сл. 1317)
- дъщеря, омъжена за Стефан фон Халдесен
- Рабе фон Папенхайм († сл. 1313)
- Конрад фон Папенхайм († сл. 1324), рицар, женен за Геза фон дер Малсбург; имат 5 деца, които започват да се наричат „фон Канщайн“
- Катарина фон Папенхайм, омъжена за Хайнрих фон Бойнебург († сл. 1310)

Конрад фон Папенхайм се жени втори път за Мехтилд фон Шьоненберг († сл. 1305/сл. 1317), дъщеря на Конрад фон Шьоненберг († сл. 1311) и Аделхайд фон Ритберг († сл. 1311). Бракът е бездетен.